# Justicia candelariae
Justicia candelariae là một loài thực vật có hoa trong họ Ô rô. Loài này được (Oerst.) Leonard mô tả khoa học đầu tiên năm 1936.